# 帕拉莫 (桑坦德省)
帕拉莫是哥倫比亞的城鎮，位於該國東北部，由桑坦德省負責管轄，距離首府布卡拉曼加124公里，始建於1768年，海拔高度1,315米，2005年人口3,643。
6°30′N 73°08′W / 6.500°N 73.133°W